# Podabrus kansaiensis
Podabrus kansaiensis es una especie de coleóptero de la familia Cantharidae.

## Distribución geográfica
Habita en Japón.